# 那覇市立真和志中学校
那覇市立真和志中学校（なはしりつまわしちゅうがっこう）は、沖縄県那覇市字大道158にある公立中学校。戦後の沖縄県の歴史と地理的事情により、かなり独特な沿革と発展を遂げた中学校である。

## 概要
- 那覇市立大道小学校のほぼ全員、那覇市立松川小学校、泊小学校、壺屋小学校の一部卒業生が入学する。

- なお、米軍統治下にあった1960年代には生徒数3,000人超の、沖縄一のマンモス中学校であった（当時の日本本土の中学校と比較しても、おそらく全国一、二を争うほどだったといわれる）。

- しかし校地が狭いのを理由に、周辺に幾つかの中学校を分離したこともあって、現在約250名の市内では生徒数の少なめの中学校である。

### 校訓
- 「自主」「明朗」[2]

### 学校教育目標
- 「自ら学び　創造性に富み　社会の変化に対応できる　心豊かで　たくましい生徒を育成する」

## 歴史

### 沿革
- 1948年4月1日　真和志村唯一の中学校として、「真和志中等学校」が創立
- 1948年4月9日　学校敷地が定まらず、出身初等学校での分散授業開始
- 1948年6月10日　現在の場所に14のテント教室を設置
- 1948年10月3日　台風で教室全壊
- 1949年4月28日　茅葺き校舎完成
- 1949年6月20日　台風で校舎全壊
- 1949年7月22日　茅葺き校舎完成後、台風で全壊
- 1950年5月8日　校舎建築のため、三部授業が開始
- 1950年6月13日　瓦葺校舎完成。正規の授業に戻る
- 1951年　校歌制定
- 1952年　校章制定、「真和志中学校」に校名改称
- 1953年4月7日　安謝中学校（現：安岡中学校）を設立･分離
- 1953年10月1日　真和志市市制公布
- 1955年4月2日　寄宮中学校を設立・分離
- 1957年　真和志市の那覇市編入
- 1961年9月18日　コンクリート校舎3階建て18教室完成。1･2年生の二部授業解消
- 1962年2月10日　神原中学校の新設に伴う分離式
- 1962年4月6日　琉球政府立松島中学校新設に伴う分離式
- 1964年　生徒数3,192人（63学級）の超過密校となり、沖縄一のマンモス校となる（当時の沖縄県は米軍統治下にあった。当時の日本本土の中学校と比較しても全国的に見ても、一、二を争うほどだったという。）
- 1965年4月7日　石田中学校新設に伴う分離式
- 1967年11月25日　第19回高松宮杯全国中学校英語弁論大会に当時3年生の女子が優勝し、後日、市内パレードまで敢行された
- 1968年6月13日　日本政府の援助による特別教室棟が完成、全木造校舎の取り壊し
- 1968年10月16日　運動場整地作業完了、開校20年にして校内に初めて運動場が設置（以前は向かいの大道小学校の運動場を利用）
- 1972年5月15日　沖縄県の日本復帰により、「那覇市立真和志中学校」に校名改称
- 1975年5月1日　開校27年目にして体育館が完成
- 1980年3月25日　新校舎完成
- 1981年　管理棟などが完成、旧校舎取り壊し、現在の校舎配置に
- 1998年11月21日　創立50周年記念式典・祝賀会及び合同同期生会が行われる、式典で漫画家の島袋光年講演

### 解説
- 戦後復興期に開校した新制中学校で、那覇でもっとも歴史の古い中学校の一。旧真和志村では最初に出来た新制中学校。
- 開校2年目までに校舎が台風で3度も全壊した。
- かつて生徒数が非常に多い時代には、既存の敷地では間に合わなかったので、1961年ごろまで授業を昼･夜などのような二部編成にしていた頃があった。生徒の過密を防ぐために、1965年までに近隣地区に5つの中学校に分離した。安岡中学校を除くほかの中学校は、半径約2km前後に位置している。
- 校地が非常に狭く、かつ生徒が多いという事情から、開校から20年間運動場が、また、開校から27年間体育館がなかった。運動場などのない時代には「中庭」とよばれる広場で全体集会などを行ったが、生徒数の多さに広場に集まるのが限界なほどであり、整列の際は「小さい前ならえ」をすることが特徴。この方法は現在でも継承されている。
また、生徒は卒業後も進学先で「小さい前ならえ」をしてしまうというエピソードもしばしば耳にする。
  - なお、運動場が確保されたとはいえ、運動場の面積は沖縄県の中学校で一番狭いといわれるほどで、一辺が50mもなかった。そのため、50m走をする際は、運動場の対角線を利用して行われていた。
  - 体育館棟では、1階が那覇の中学校では数少ない温水プールで、2階が各部活動の部室、3階が体育館となっていた。

- 現在は[いつから?]建て替えが行われ、1階に温水プール、2階に体育館と武道場となっている。校舎自体も建て替えが行われて4階建てとなっている。運動場と体育館棟の位置が建て替え前と逆の配置になり、新校舎が生徒数減少によって旧校舎より面積が小さくなったため、運動場が前より拡大されている。
  - それに伴い、直線での50m走が可能になった。

## 学校の特徴
- 那覇市内の中学校では一番狭い。一般的に中学校の敷地は小学校より広いが、真和志中学はたいていの小学校の敷地よりも狭く、向かいの那覇市立大道小学校の半分以下（大道小学校は師範学校の跡地に出来たのでほかの小学校より比較的広い）。
- 運動場は先述したとおりかなり狭い。
- 体育館建設のため、既存の住宅を何軒か立ち退かせた。
- 住宅地に校舎が囲まれていて、風通しが良くないため、1991年にほかの学校に先駆けて普通教室にクーラーを設置した。

## 学校行事[3]
- 2学期制である。

### 1学期
- 4月 - 始業式、入学式、新入生歓迎球技大会、部活動紹介、集合訓練
- 5月 - 新入生歓迎球技大会、部活動激励会、内科検診
- 6月 - 歯科健診、1学期中間テスト（慰霊の日前後に行われることが多い）
- 7月 - 技能テスト、夏休み（例年は7月下旬から）

- 8月 - 1学期後半開始
- 9月 - 1学期期末テスト
- 10月（1学期）- 運動会、１学期終了、秋休み開始（通常は1週間ほど）

### 2学期
- 10月（2学期）- 真和志フェスタ（文化祭）
- 11月 - 2学期中間テスト、合唱コンクール、職場体験（一年生のみ）
- 12月 - 生徒会総選挙、修学旅行（二年生のみ）、技能テスト（三年生のみ）、冬休み（通常は2週間ほど）
- 1月 - 学年末テスト
- 2月 - 県立高校出願
- 3月 - 卒業式、修了式・離任式

## 部活動
生徒数が少なく、部に入る生徒があまりにも少ない場合廃部になってしまうケースが時々ある。

### 運動部
- サッカー部
- 女子バレーボール部
- 男子バスケットボール部
- 水泳部
- バドミントン部
- 軟式野球部

- ダンス部

### 文化部
- 吹奏楽部

## 通学区域
- 字安里（147番地～154番地、162番地を除く）
- 安里1丁目～3丁目（全部）
- 字大道（全部）
- 字松川265番地～266番地、274番地～279番地、295番地～301番地、303番地～317番地、321番地～327番地
- 松川1丁目1番～6番
- 松川2丁目1番～7番
- 三原1丁目(全部)
- 三原2丁目7番～30番
- おもろまち1丁目(全部)

## 区域内の小学校
- 那覇市立大道小学校
- 那覇市立松川小学校
- 那覇市立泊小学校
- 那覇市立壺屋小学校

## 著名な出身者
- 新垣渚 - 元プロ野球選手
- 翁長雄志 - 元沖縄県知事、那覇市長
- 金城哲夫 - 脚本家
- 島袋光年 - 漫画家
- 高良鉄美 - 参議院議員
- 真栄田賢（スリムクラブ） - お笑い芸人
- Mina（MAX）- 歌手